# SMS Dresden (1907)
SMS Dresden – krążownik lekki (lub mały krążownik, niem. Kleiner Kreuzer) Kaiserliche Marine, o wyporności 3644 ton. Jednostka prototypowa typu Dresden, której stępkę położono w stoczni Blohm & Voss w Hamburgu w roku 1906, zwodowano w październiku 1907, a oddano do służby w listopadzie 1908 roku (drugim krążownikiem tego typu był „Emden”). Opóźnienie wejścia do służby spowodowane było kolizją w Zatoce Kilońskiej z inną jednostką podczas prób morskich i koniecznym remontem. Tak jak wcześniejsze krążowniki typu Königsberg był uzbrojony w 10 dział 105 mm i dwie wyrzutnie torped. Mógł rozwinąć maksymalną prędkość 24 w., a jego zasięg wynosił 3600 Mm.
W czasach pokojowych uczestniczył w wielu rejsach o charakterze „misji dobrej woli” lub interwencyjnych (w czasie rewolucji meksykańskiej). Gdy wybuchła I wojna światowa, „Dresden” znajdował się na południowym Atlantyku, skąd, w poszukiwaniu celów – statków handlowych sprzymierzonych – przeszedł na Ocean Spokojny. Tam dołączył do Eskadry Wschodnioazjatyckiej admirała Maximiliana von Spee, wraz z którą stoczył zwycięską bitwę morską pod Coronelem. Eskadra wkrótce przeszła na Atlantyk, gdzie, na skutek błędnego rozpoznania wdała się w katastrofalną dla niej bitwę u Falklandów. „Dresden”, jedyny niezatopiony w tej bitwie okręt niemiecki, chcąc ujść przed pościgiem, wrócił na Pacyfik, gdzie jednak został przechwycony przez brytyjskie okręty. Na skutek znacznych uszkodzeń ostrzeliwanego krążownika jego dowódca zdecydował się 14 marca 1915 roku na samozatopienie „Dresdena” u brzegów Wyspy Robinsona.
Wrak krążownika, spoczywający na głębokości 70 m nieopodal głównej osady Wyspy Robinsona, był badany i prawdopodobnie rabowany (z powodu niejasnych informacji o przenoszonym przez krążownik złocie). Nieliczne pamiątki znajdują się w muzeum marynarki we Flensburgu.

## Dane techniczno-taktyczne

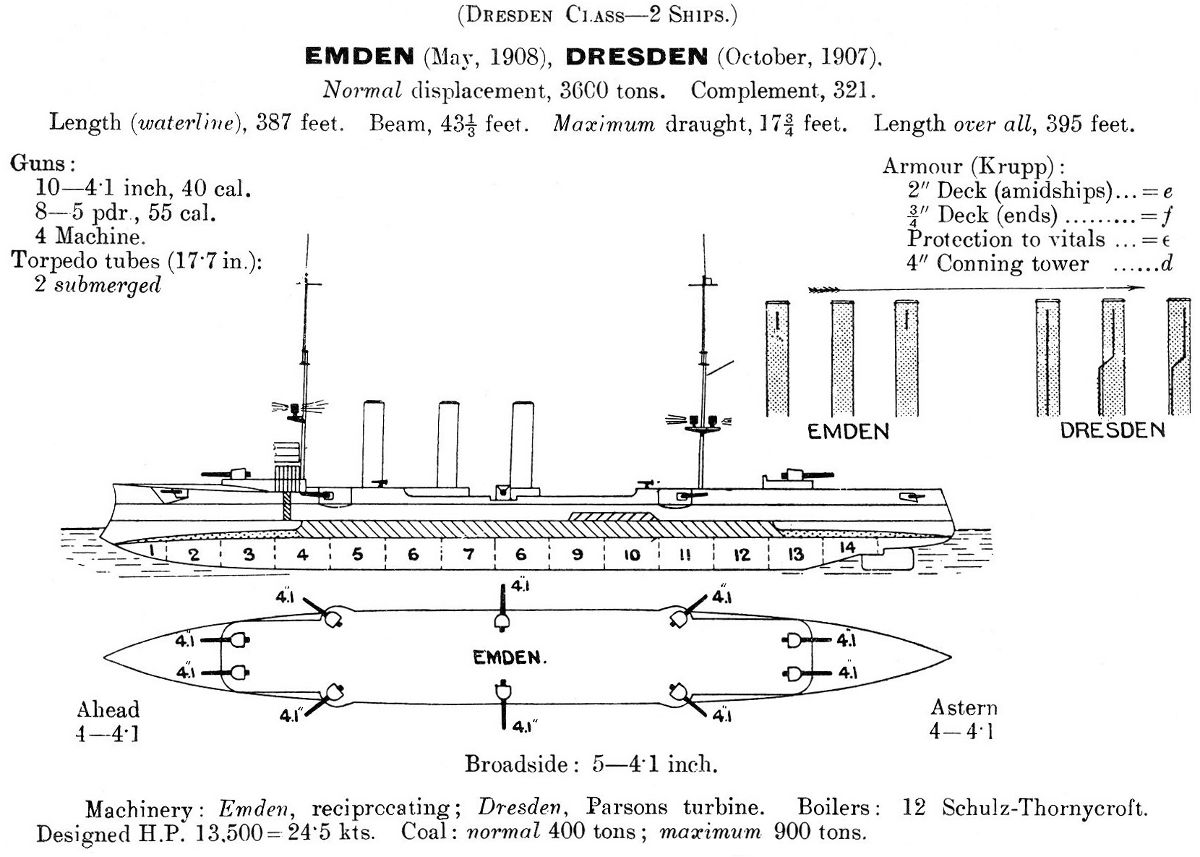
Szkic krążownika typu Dresden

SMS „Dresden” miał 118,3 m długości, 13,5 m szerokości, a zanurzenie wynosiło 5,53 m. Miał 3644 ton wyporności standardowej i 4268 ton w pełnym obciążeniu bojowym. Napęd zapewniały 2 turbiny (typu Dürra) o mocy łącznej 15 000 KM, 12 kotłów parowych, 4 śruby, co dawało maksymalną prędkość 24 węzłów. „Dresden” mógł zabrać jednorazowo 860 ton węgla, co dawało mu zasięg 3600 Mm przy prędkości 14 w. Kadłub podzielony był na 13 grodzi wodoszczelnych i miał podwójne dno, które rozciągało się na 47% długości kilu. Załoga składała się z 18 oficerów i 343 marynarzy.
Okręt wykazywał się dobrą dzielnością morską, ale – m.in. ze względu na małe zanurzenie – osiągał przy większej fali przechyły do 20 stopni. Ponadto przy dużej prędkości stawał się bardzo zawilgocony i miał tendencję do nieznacznej nawietrzności. Z drugiej strony jednak charakteryzował się bardzo małym promieniem skrętu i dużą zdolnością manewrową. Przy gwałtownych zwrotach tracił do 35% prędkości. Jego poprzeczna wysokość metacentryczna wynosiła 0,59 m. Na pokładzie okręt nosił kilka mniejszych jednostek pływających: jedną pinkę, jedną barkę, jeden kuter, dwie jolki i dwie łodzie pneumatyczne.
Okręt był uzbrojony w dziesięć montowanych pojedynczo kruppowskich dział SK L/40 (SK – Schnellladekanone, działo szybkiego ładowania) kalibru 105 mm. Dwa zostały umieszczone obok siebie na dziobie, sześć po trzy przy każdej burcie (przy czym po dwa w kazamatach), a dwa obok siebie na nadbudowie rufowej. Działa te, użytkowane w latach 1900–1945 (ciężar całkowity 1555 kg, długość 4,475 m, waga pocisku 16–17,4 kg, prędkość początkowa pocisku 690 m/s) mogły skutecznie razić cele odległe o 12 700 m. Zapas amunicji zespolonej wynosił 1500 nabojów, po 150 na działo. Kolejne działa to osiem SK L/55 kalibru 52 mm (cztery w kazamatach dziobowych i rufowych) z zapasem 4000 nabojów. Okręt był ponadto wyposażony w dwie wyrzutnie torped 450 mm na pokładzie z zapasem czterech torped. Tarczę ochronną krążownika, również produkcji Friedrich Krupp AG, stanowił 80-milimetrowy pokład pancerny, stanowisko dowodzenia ze 100-milimetrowym pancerzem, a działa chroniły płyty pancerne o grubości 50 mm.
Krążownik figurował w zamówieniu jako „Ersatz Comet”, bowiem miał zastąpić nieudane awizo tej nazwy, ale w trakcie przygotowywania planów zmieniono projekt, stawiając – na życzenie cesarza – na rozwój większych okrętów. Stępkę położono w stoczni Blohm & Voss w Hamburgu w roku 1906, a wodowanie odbyło się 5 października 1907 roku. Koszt budowy został wyceniony na 7,46 mln, z czego sama stocznia Blohm & Voss otrzymała 4,69 mln ówczesnych marek. Zgodnie z praktyką nadawania krążownikom lekkim nazw miast wybrano jako imię stolicę Saksonii, a ceremonii chrztu dopełnił nadburmistrz Drezna, Otto Beutler. 14 listopada 1908 roku, po zakończeniu prac wyposażeniowych, „Dresden” wszedł w skład Hochseeflotte, a następnie rozpoczęły się próby morskie. 28 listopada, na wysokości Kilonii, okręt przypadkowo zderzył się i zatopił szwedzki galeas „Cäcilie”, na szczęście obyło się bez ofiar. Wał prawoburtowej śruby „Dresdena” został w wyniku tego wypadku przemieszczony o 30 mm, co spowodowało powrót do stoczni na pół roku. „Dresden” rozpoczął ponowne próby morskie w 1909 roku, ale awaria turbiny spowodowała wycofanie go do stoczni, gdzie pozostał aż do września.

## Przebieg służby

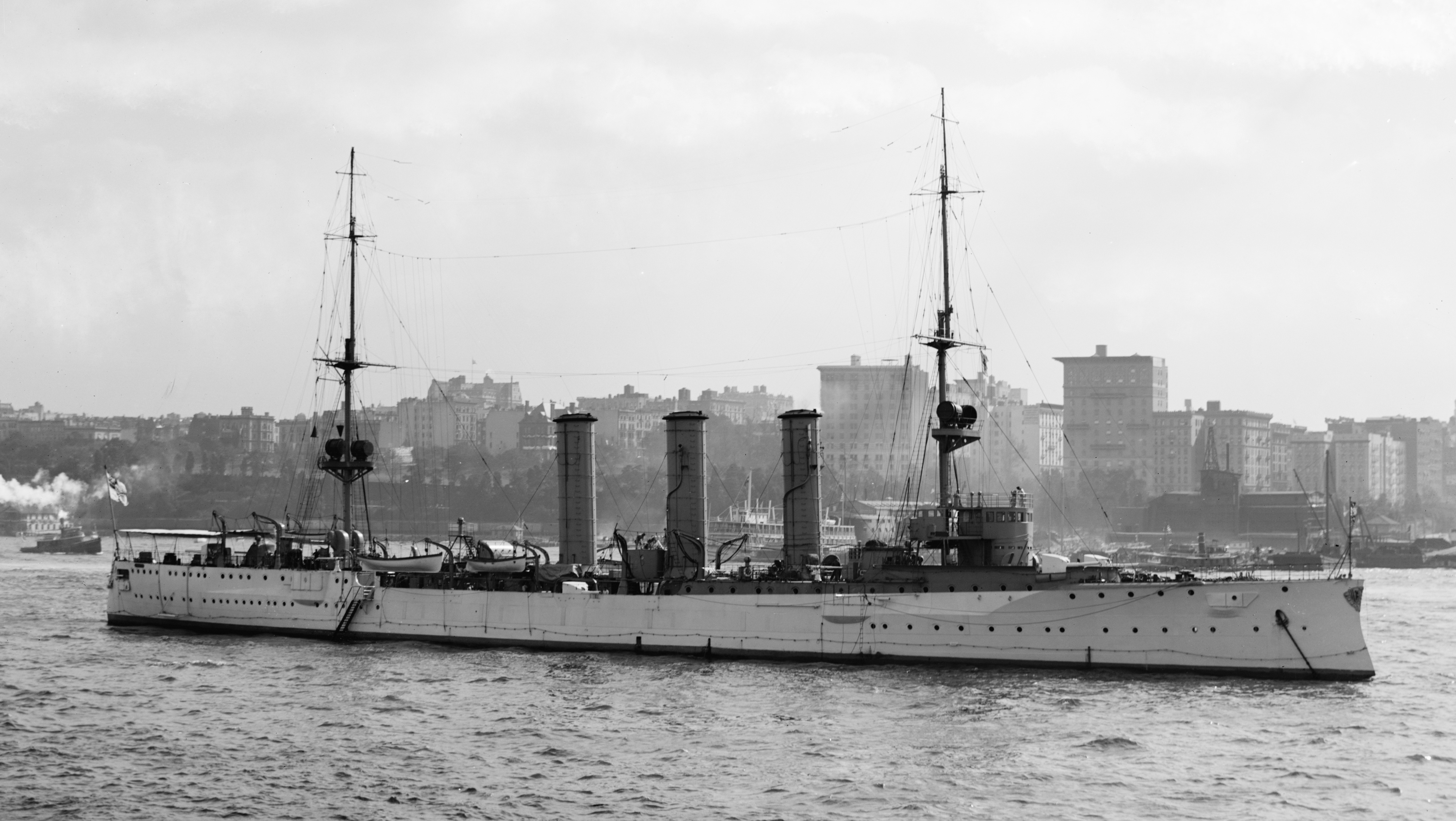
SMS „Dresden” na rzece Hudson

Chociaż „Dresden” nie ukończył wymaganych testów, 7 września próby morskie uznano za zakończone, a okręt został wysłany z wizytą do Stanów Zjednoczonych, gdzie miał reprezentować Niemcy w obchodach 300. rocznicy odkrycia przez Henry’ego Hudsona rzeki Hudson i 100. rocznicy pierwszego rejsu statku parowego Roberta Fultona; wraz z „Dresdenem” w wyprawie za ocean uczestniczyły dwa krążowniki pancernopokładowe „Hertha” i „Victoria Louise” oraz krążownik lekki „Bremen”. „Dresden” 11 września wyszedł z Wilhelmshaven i zatrzymał się w Newport, gdzie spotkał się z pozostałymi okrętami zespołu. Jednostki dotarły do Nowego Jorku 24 września, przebywały tam do 9 października, a do Niemiec wróciły 22 października.

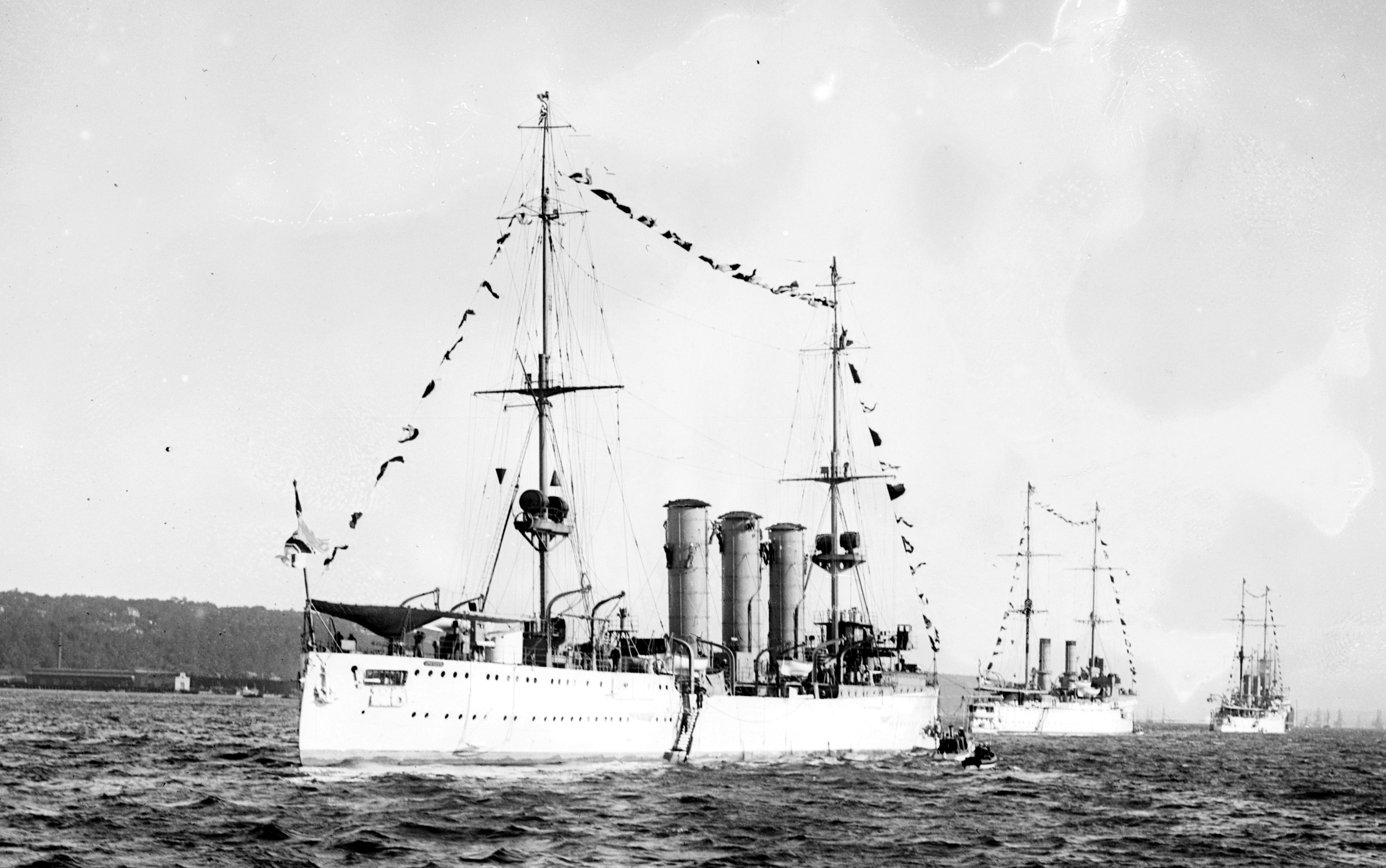
„Dresden”, „Hertha” i „Victoria Louise” w Nowym Jorku w roku 1909

Po powrocie „Dresden” został włączony do flotylli rozpoznania Hochseeflotte. Przez następne dwa lata uczestniczył w rutynowych ćwiczeniach eskadry krążowników i dorocznych manewrach floty. 16 lutego 1910 roku okręt zderzył się z lekkim krążownikiem „Königsberg”. Kolizja spowodowała poważne uszkodzenia „Dresdena”, chociaż nikt na pokładach obu okrętów nie odniósł obrażeń. Okręt wrócił do Kilonii na remont, który potrwał osiem dni. W dniach 13–17 maja tego roku „Dresden” odwiedził Hamburg. Od 14 do 20 kwietnia 1912 roku okręt – wraz z krążownikiem pancernym „Friedrich Carl” i krążownikiem lekkim „Mainz” – brał udział w zajęciach Eskadry Szkolnej. Za rok 1911–1912 „Dresden” otrzymał Kaiser Schießpreis, nagrodę za najlepsze, wśród lekkich krążowników Hochseeflotte, wyniki w strzelaniu. Od września 1912 do września 1913 roku dowódcą okrętu był komandor porucznik (Fregattenkapitän) Fritz Lüdecke, który miał dowodzić nim ponownie w czasie I wojny światowej.
6 kwietnia 1913 roku „Dresden”, wraz z krążownikiem „Strassburg”, został wysłany na Adriatyk, gdzie dołączył do Mittelmeer-Division (Dywizjonu Śródziemnomorskiego), zbudowanego wokół krążownika liniowego „Goeben”, a dowodzonego przez kontradmirała (Konteradmiral) Konrada Trummlera. Po kilku miesiącach, w końcu sierpnia, „Dresden” otrzymał rozkaz powrotu do Niemiec. Po przybyciu 23 września do Kilonii okręt został skierowany na przegląd generalny do Stoczni Cesarskiej, gdzie pozostawał do końca grudnia. Planowano, że wróci do Dywizjonu Śródziemnomorskiego, ale Admiralstab (Sztab Admiralicji) skierował „Dresdena”, dowodzonego teraz przez kmdr. por. Ericha Köhlera, do Ameryki Środkowej, by strzec niemieckich interesów wobec trwającej rewolucji meksykańskiej. Stacjonujący tam dotąd krążownik „Bremen” miał wrócić do Niemiec, ale krążownik lekki „Karlsruhe”, który miał go zastąpić, nie wszedł jeszcze do służby. 27 grudnia 1913 roku „Dresden” opuścił Niemcy i 21 stycznia 1914 przybył na redę Vera Cruz. Kilka innych państw, w tym Stany Zjednoczone, również wysłało do tego miasta eskadry okrętów.

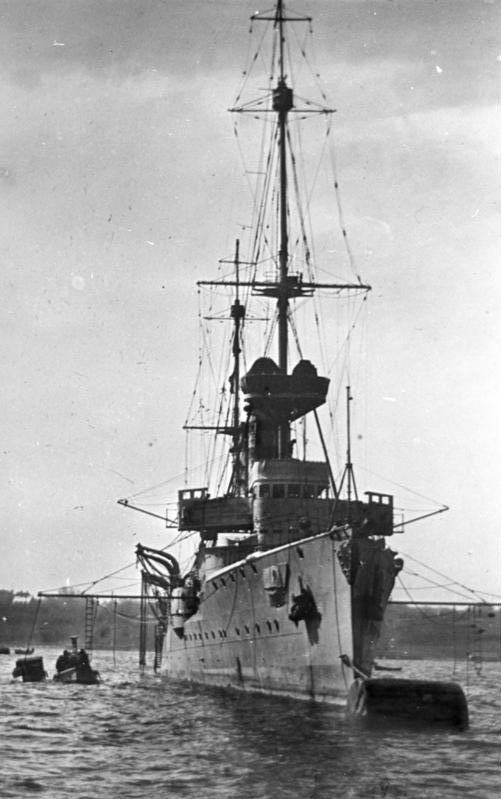
„Dresden” na kotwicy, zdjęcie przypuszczalnie przedwojenne

Admiralstab polecił dowódcy krążownika „Hertha”, który odbywał właśnie rejs szkolny z kadetami, by dołączył do „Dresdena” na wodach meksykańskich. Niemiecki zespół składał się z trzech okrętów, przy czym „Bremen” miał zadanie specjalne: przekazywanie europejskich uchodźców na statki pasażerskie niemieckich linii HAPAG. Marynarze z „Dresdena” i brytyjskiego krążownika „Hermione” uratowali dziewięciuset obywateli USA uwięzionych w hotelu w Veracruz i przekazali ich na okręty amerykańskie. Niemiecki konsul w Meksyku domagał się większego wsparcia, więc „Dresden” utworzył oddział desantowy składający się z mata i dziesięciu marynarzy uzbrojonych w dwa karabiny maszynowe MG08. 15 kwietnia „Dresden” popłynął do Tampico. Przyczyną rejsu było przybycie do Meksyku niemieckiego statku handlowego SS „Ypiranga”, który przywiózł ładunek broni strzeleckiej dla sił meksykańskiego dyktatora Victoriano Huerty. Stany Zjednoczone, dążąc do ograniczenia przemocy w wojnie domowej, wprowadziły embargo na dostawy broni. 21 kwietnia okręty US Navy przechwyciły „Ypirangę”, jednak wkrótce zjawił się „Dresden”, skonfiskował statek na potrzeby związane z wojną i wymógł na kapitanie przystąpienie do wywożenia niemieckich uciekinierów z Meksyku. Mimo amerykańskiego embarga Niemcy dostarczyli 28 maja broń i amunicję rządowi Huerty.
Gdy reżim meksykański ostatecznie upadł, 20 lipca „Dresden” przewiózł Huertę, wiceprezydenta Aureliano Blanqueta i ich rodziny do Kingston na Jamajce, gdzie Brytyjczycy udzielili im azylu. 25 lipca, już w Kingston, Köhler dowiedział się o wzroście napięcia w Europie i kryzysie politycznym wywołanym zamachem na arcyksięcia Franciszka Ferdynanda w Sarajewie. Okręt pilnie potrzebował remontu w Niemczech, a właśnie spotkał w Port-au-Prince na Haiti swego zmiennika, „Karlsruhe”. Lüdecke, który przybył jako dowódca „Karlsruhe”, zamienił się miejscami z Köhlerem i objął ponownie dowództwo „Dresdena”. Początkowo Admiralstab rozkazał „Dresdenowi” wracać do Niemiec, ale rosnąca groźba wybuchu wojny spowodowała, że 31 lipca sztab cofnął rozkaz powrotu i nakazał Lüdeckemu przygotować się do prowadzenia działań wojennych na Atlantyku.

### I wojna światowa
Po odebraniu rozkazu pozostania na Atlantyku Lüdecke skierował „Dresdena” na południe, przy czym zachowywał ciszę radiową, by krążownika nie namierzyły wrogie okręty. W nocy z 4 na 5 sierpnia odebrał przez radio informację, że Wielka Brytania wypowiedziała Niemcom wojnę. Zdecydował w tej sytuacji, że „Dresden” będzie działał na południowym Atlantyku i ruszył ku brzegom Brazylii. 6 sierpnia, na wysokości ujścia Amazonki zatrzymał brytyjski statek handlowy. Statek ten, SS „Drumcliffe”, którego kapitan utrzymywał, że nic nie wie o wybuchu wojny, został puszczony wolno zgodnie z postanowieniami konwencji haskiej z roku 1907. Wkrótce potem „Dresden” pobrał paliwo z niemieckiego bunkrowca SS „Corrientes”, a 12 sierpnia udał się wraz z parowcami HAPAGu, SS „Prussia”, SS „Baden” i SS „Persia” do atolu Rocas. Po opuszczeniu atolu, w drodze do Trynidadu, „Dresden” zatrzymał brytyjski statek SS „Hyades”. Lüdecke zabrał załogę i zatopił frachtowiec. 24 sierpnia podobnie uczynił z brytyjskim węglowcem SS „Holmwood”. U brzegów Trynidadu spotkał się z kanonierką SMS „Eber” i kilkoma niemieckimi statkami handlowymi.

Niemieckie okręty na Pacyfiku i południowym Atlantyku; trasa SMS „Dresden” fioletowa

26 sierpnia, gdy znajdował się na wysokości Río de la Plata, schwytał dwa kolejne statki brytyjskie, ale zły stan siłowni „Dresdena” uniemożliwił dalsze operacje. 5 września „Dresden” rzucił kotwice u brzegów wyspy Hoste i przez dziesięć dni załoga przeprowadzała naprawę maszyn. W czasie tego postoju przybył z Punta Arenas parowiec HAPAG-u SS „Santa Isabel” z wieściami z wojny i informacjami o dużym ruchu statków handlowych u zachodnich wybrzeży Ameryki Południowej. Lüdecke zdecydował się obrać kurs w tym kierunku i 18 września „Dresden” przebył Cieśninę Magellana. Tam właśnie napotkał francuski parowiec SS „Ortega”, jednak Lüdecke musiał porzucić zamiar zaatakowania go, bo frachtowiec schronił się na chilijskich wodach terytorialnych. Przepłynąwszy wzdłuż wybrzeża Chile, okręt zatrzymał się w archipelagu Juan Fernández, gdzie zdołał nawiązać kontakt radiowy z krążownikiem lekkim „Leipzig”, który operował na południowym Pacyfiku. 12 października „Dresden”, któremu nie udało się przechwycić żadnego nieprzyjacielskiego statku, dołączył do dowodzonej przez wiceadmirała Maximiliana hrabiego von Spee Eskadry Wschodnioazjatyckiej, która właśnie pobierała węgiel u brzegów Wyspy Wielkanocnej. Następnego dnia Lüdecke został awansowany na stopień komandora (Kapitän zur See).
18 października Eskadra Wschodnioazjatycka, której główną siłę uderzeniową stanowiły krążowniki pancerne „Scharnhorst” i „Gneisenau”, opuściły Wyspę Wielkanocną, kierując się ku Ameryce Południowej i 26 października dotarły do wyspy Más a Fuera. Następnego dnia krążowniki wyruszyły, jako eskorta krążownika pomocniczego „Prinz Eitel Friedrich” oraz statków handlowych SS „Yorck” i SS „Göttingen” do Chile. Flotylla przybyła na redę Valparaíso 30 października, a wieczorem von Spee otrzymał informację wywiadowczą, że w chilijskim porcie Coronel znajduje się brytyjski krążownik „Glasgow”. Von Spee postanowił, że jego eskadra zastawi pułapkę na Brytyjczyka, gdy ten będzie zmuszony opuścić port neutralnego państwa, który – jako okręt państwa prowadzącego wojnę – winien opuścić w ciągu 24 godzin. Von Spee nie wiedział, że „Glasgow” jest w towarzystwie 4 Eskadry Krążowników kontradmirała Christophera Cradocka, w skład której również wchodziły krążowniki pancerne – „Monmouth” i „Good Hope” – oraz krążownik pomocniczy „Otranto”.

#### Bitwa pod Coronelem

Bitwa pod Coronelem: manewry niemieckich i brytyjskich okrętów u wybrzeży Chile

W godzinach rannych zespół dowodzony przez von Spee opuścił redę Valparaíso i ruszył z prędkością 14 w. na południe, w stronę Coronelu. Pogoda nie sprzyjała spodziewanym działaniom; wiatr wiał z siłą 6°B, ocean silnie falował Około godz. 16.00 idący na czele „Leipzig” dostrzegł kolumnę dymu z czołowego brytyjskiego krążownika. O 16.25 zauważono już dwa kolejne okręty. Oba zespoły z wolna zmniejszały dystans, aż wreszcie, w zapadających ciemnościach (o 18.34), Niemcy otworzyli ogień z odległości 10 400 m. Każdy niemiecki krążownik strzelał do określonego przeciwnika; „Dresden” wziął na cel „Otranto”. Po trzeciej salwie „Otranto” wycofał się z pola bitwy; Niemcy twierdzili, że uzyskali jedno trafienie, po którym wybuchł pożar, ale „Otranto” nie odniósł żadnych uszkodzeń. Po ucieczce „Otranto” „Dresden” przeniósł ogień na „Glasgow”, który był już ostrzeliwany przez „Leipziga”. Oba niemieckie krążowniki trafiły nieprzyjacielski okręt pięć razy. Same, na tle ciemnej linii brzegowej, były prawie niewidoczne; zdradzały je jedynie rozbłyski wystrzałów.
Około 19.30 von Spee rozkazał, by „Dresden” i „Leipzig” przeprowadziły atak torpedowy na uszkodzone brytyjskie krążowniki pancerne. „Dresden” zwiększył prędkość, by wyjść na pozycję i przez chwilę widział wycofujący się „Glasgow”, ale brytyjski krążownik zniknął nagle we mgle i gęstniejących ciemnościach. „Dresden” namierzył z kolei inny okręt; był to „Leipzig” – na obu okrętach myślano, że mają do czynienia z nieprzyjacielem. Załoga „Dresdena” właśnie ładowała torpedy, gdy oba okręty zdołały się nawzajem zidentyfikować. Do godz. 22.00 „Dresden” i dwa pozostałe krążowniki lekkie, sformowane w szyk liniowy, poszukiwały – bezskutecznie – okrętów brytyjskich. Bitwa była zakończona; „Dresden” nie odniósł żadnych uszkodzeń, podczas gdy brytyjskie krążowniki pancerne „Monmouth” i „Good Hope” zostały zatopione.
3 listopada „Scharnhorst”, „Gneisenau” i „Nürnberg” wróciły do Valparaíso po zaopatrzenie oraz by Von Spee mógł skonsultować się z Admiralstabem. Zgodnie z ustaleniami konwencji haskich w neutralnym porcie mogły przebywać jednocześnie tylko trzy jednostki państwa będącego stroną w wojnie, więc „Dresden” i „Leipzig” zostały (wraz z bunkrowcami eskadry) u brzegów Más a Fuera. Von Spee wrócił do Más a Fuera 6 listopada, po czym skierował oba krążowniki lekkie do Valparaíso, gdzie mogły uzupełnić zapasy. Krążowniki przybyły na miejsce 12 listopada, opuściły port następnego dnia, a 18 listopada spotkały się w morzu z resztą eskadry. Trzy dni później niemieckie okręty zawinęły do zatoki Penas i w jednej z wewnętrznych zatoczek uzupełniły zapasy węgla. W międzyczasie, 16 listopada, „Dresden” zdobył brytyjski statek „North Wales” z ładunkiem 700 ton węgla – statek po przeładowaniu węgla do zasobni krążownika zatopiono, załogę uwięziono na towarzyszącym krążownikowi statku „Rhakotis”. „Dresden” odebrał też depeszę z informacją o przyznaniu przez cesarza dla załóg okrętów biorących udział w bitwie pod Coronelem 300 Żelaznych Krzyży i przekazał ją na okręt flagowy Eskadry.
Tymczasem Admiralicja brytyjska w celu zniszczenia niemieckiej eskadry wysłała na południowy Atlantyk dwa krążowniki liniowe pod dowództwem wiceadmirała Dovetona Sturdee’ego, „Invincible” i „Inflexible”. Okręty opuściły Wyspy Brytyjskie 11 listopada i 7 grudnia przybyły na Falklandy. Tam dołączyły do krążowników pancernych „Cornwall”, „Kent” i „Carnarvon” oraz krążowników lekkich „Glasgow” i „Bristol”.
26 listopada Eskadra Wschodnioazjatycka wyszła z zatoki Penas, kierując się na Atlantyk. 2 grudnia okręty niemieckie zatrzymały kanadyjski żaglowiec „Drummuir”, który wiózł 2750 ton wysokokalorycznego węgla. Rano następnego dnia zakotwiczyły koło wyspy Picton, gdzie przeładowano węgiel z „Drummuira” na niemieckie bunkrowce. 6 grudnia rano hrabia von Spee wezwał dowódców na pokład „Scharnhorsta”, by omówić dalsze działania. Korzystając z poparcia dowódców „Scharnhorsta” i „Gneisenaua”, przeforsował – mimo sprzeciwu Lüdeckego oraz kapitanów „Leipziga” i „Nürnberga”, którzy opowiadali się za udaniem się w okolice estuarium La Platy, by zwalczać żeglugę sprzymierzonych – plan ataku na Falklandy w celu zniszczenia brytyjskiej stacji radiowej i tamtejszych składów węgla.

#### Bój u Wysp Falklandzkich

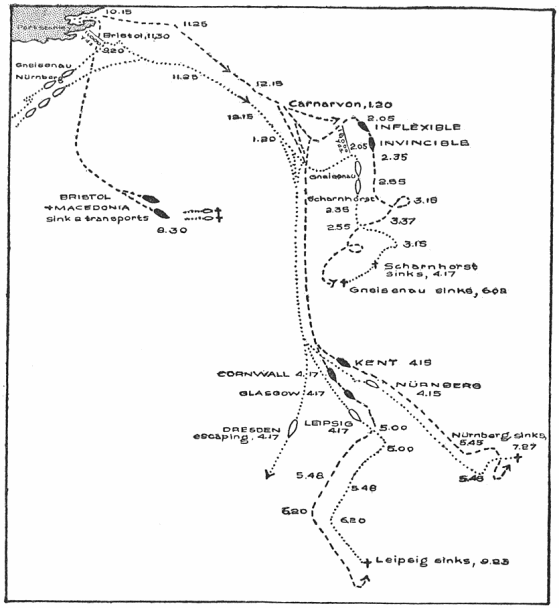
Mapa ukazująca manewry obu flot w bitwie koło Falklandów

6 grudnia po południu niemieckie okręty opuściły wyspę Picton i skierowały się ku Falklandom. Następnego dnia okrążyły Ziemię Ognistą i ruszyły na północ, na Atlantyk. W pobliże Falklandów dotarły około godz. 2.00; trzy godziny później von Spee wyznaczył „Gneisenaua” i „Nürnberga” do wysadzenia desantu na lądzie. O godz. 8.30, gdy eskadra zbliżała się do Port Stanley, Niemcy zauważyli kolumny gęstego dymu nad zatoką. Wkrótce zrozumieli, że zetknęli się ze znacznie silniejszym zespołem nieprzyjacielskich okrętów, które właśnie podnosiły parę. Von Spee natychmiast przerwał operację i skierował własne okręty na wschód, by uniknąć starcia z Brytyjczykami. O 10.45 do zespołu dołączyły „Gneisenau” i „Nürnberg”, zaś jednostkom pomocniczym kazano uchodzić na południe i szukać schronienia wśród zamglonych wysepek koło przylądka Horn.
Brytyjskie okręty ruszyły w pościg i o godz. 12.50 dwa krążowniki liniowe Sturdee’ego dogoniły Niemców. Minutę później Sturdee kazał otworzyć ogień do najwolniejszego okrętu przeciwnika, jakim był „Leipzig”. W tej sytuacji von Spee o godzinie 13.20 nakazał trzem swoim lekkim krążownikom odłączyć się od Eskadry i próbować ucieczki na południe, podczas gdy sam zawrócił „Scharnhorsta” i „Gneisenaua” z zamiarem skrócenia dystansu i związania walką Brytyjczyków. Trzy niemieckie lekkie krążowniki wykonały zwrot o 2 rumby, zwiększyły prędkość i idąc równolegle do siebie lekko rozbieżnymi kursami, zaczęły uchodzić przed okrętami brytyjskimi – „Dresden” znajdował się na prawym skrzydle. Sturdee przewidział taki rozwój wypadków, więc kazał swym pancernym i lekkim krążownikom ruszyć za mniejszymi krążownikami niemieckimi. Krążowniki liniowe łatwo poradziły sobie z okrętami niemieckimi, które zatonęły ze znacznymi stratami w ludziach. „Dresden”, dzięki temu że rozwinął większą prędkość niż najszybsze z okrętów brytyjskich, biorących udział w pościgu, zdołał oderwać się od nieprzyjaciela; był jedynym niemieckim okrętem, który nie został zniszczony. Lüdecke postanowił skierować okręt ku wyspom w pobliżu zachodnich wybrzeży Ameryki Południowej, co dawało mu pewność stałych dostaw węgla.
9 grudnia okręt ponownie okrążył Horn w drodze na Pacyfik. Tego samego dnia rzucił kotwice w zatoce Sholla, mając zaledwie 160 ton węgla pod pokładem. Z powodu braku paliwa dowódca zdecydował o wysłaniu na wyspę marynarzy, którzy rozpoczęli wyrąb drzew i transport drewna do zasobni okrętu. W trakcie tych czynności 11 grudnia okręt został odnaleziony przez chilijski kontrtorpedowiec „Almirante Condell”. Porucznik (Oberleutnant zur See) Wilhelm Canaris zdołał nakłonić lokalnego przedstawiciela marynarki chilijskiej, by zezwolił „Dresdenowi” pozostać w tym miejscu dodatkowe 24 godziny i załadować tyle węgla, ile trzeba na rejs do Punta Arenas. Okręt przybył tam 12 grudnia, odebrał 750 ton węgla z niemieckiego frachtowca i opuścił port 13 grudnia o północy. Admiralstab miał nadzieję, że „Dresden” zdoła przebić się przez Atlantyk i wrócić do Niemiec, ale wykluczał to zły stan maszyn. Lüdecke postanowił w związku z tym, że obierze kurs na zachód przez Wyspę Wielkanocną, Wyspy Salomona i Holenderskie Indie Wschodnie, by atakować żeglugę sprzymierzonych na Oceanie Indyjskim. Na to jednak nie pozwalały skąpe zapasy posiadanego węgla, brakowało też żywności i słodkiej wody do picia i kotłów. Okręt udał się na zachód i następnego dnia zatrzymał się w jednej z zatoczek Kanału Barbary przy wyspie Clarence. Spotkał tam jeden ze statków zaopatrzeniowych Eskadry, SS „Amasis”, i częściowo uzupełnił zapasy. Okręty brytyjskie jednak krążyły w pobliżu – zespół kadm. Stoddarta stanął na kotwicach w odległości zaledwie 25 Mm od kotwicowiska „Dresdena”. Kmdr Lüdecke był zmuszony zmienić kotwicowisko – 28 grudnia schronił się w zat. Hewetta wyspy Santa Ines. 12 stycznia dotarł tam kolejny niemiecki zaopatrzeniowiec: „Sierra Cordoba”, z 1600 ton węgla, które stopniowo przeładowano na krążownik. 3 lutego okręt wyszedł w morze i nadał sygnał wyznaczający miejsce rendez-vous dla kolejnych zaopatrzeniowców w pozycji 37°S 80°W, od dnia 19 lutego, po czym ponownie skrył się w nieuczęszczanych akwenach przesmyku Wakefielda. 14 lutego opuścił przybrzeżne wyspy i ruszył na Pacyfik. 27 lutego na południe od Más a Tierra krążownik zatrzymał i zatopił brytyjski bark „Conway Castle”. Od grudnia do lutego towarzyszył mu niemiecki liniowiec „Sierra Cordoba”, który zaopatrywał „Dresdena” i koło wysp Juan Fernández po raz ostatni zaopatrzył go w węgiel.
8 marca „Dresden” dryfował w gęstej mgle, gdy nagle z bocianiego gniazda dostrzeżono krążownik pancerny „Kent”, odległy o 15 Mm i równie jak „Dresden” nieruchomy. Na obu okrętach natychmiast podniesiono parę i „Dresden” – po pięciogodzinnej ucieczce – zdołał zgubić swego prześladowcę, ale wytężony wysiłek wyczerpał jego zapasy węgla i nadwerężył maszyny. Lüdecke uznał, że okręt nie nadaje się już do pełnienia służby bojowej, i że należy zgodzić się na internowanie przez władze chilijskie, by go za wszelką cenę zachować. Następnego dnia rano okręt podszedł do wyspy Más a Tierra i o godz. 8.30 rzucił kotwicę w Zatoce Cumberland. 10 marca Lüdecke odebrał depeszę radiową zawiadamiającą, że cesarz wyraża zgodę na internowanie, o czym Lüdecke poinformował miejscowego przedstawiciela władz Chile.

#### Ostatnie starcie

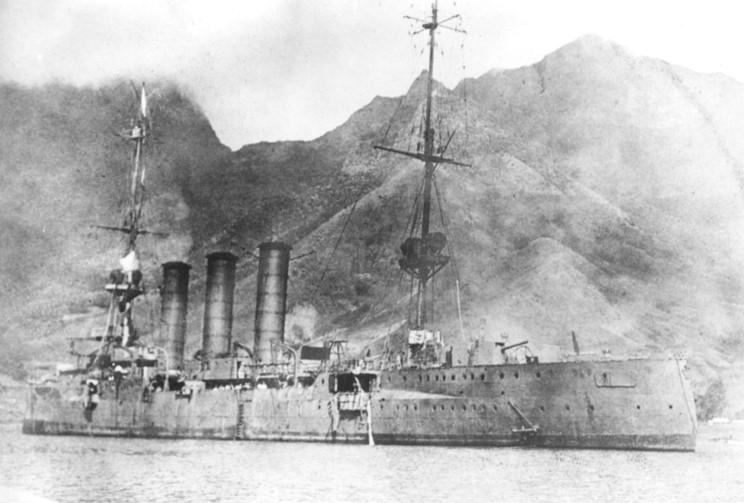
„Dresden” z białą flagą tuż przed samozatopieniem

Rano 14 marca do Zatoki Cumberland zbliżyły się „Kent” i „Glasgow”. O ich pojawieniu się zawiadomiła Lüdeckego jedna z pinas „Dresdena” wysłanych na patrol ku wejściu do zatoki. Dresden z braku paliwa był niezdolny do manewrów, więc Lüdecke zasygnalizował Brytyjczykom, że jego okręt nie bierze już udziału w wojnie. Brytyjczycy zlekceważyli wiadomość, podobnie jak chilijski okręt, który zjawił się, gdy wchodzili do zatoki. „Glasgow”, naruszając chilijską neutralność, otworzył ogień (Wielka Brytania już wcześniej zawiadomiła Chile, że jej okręty wojenne będą ignorować prawo międzynarodowe, jeśli znajdą „Dresdena” na chilijskich wodach terytorialnych), a krótko po nim ostrzał rozpoczął „Kent”. Niemieccy artylerzyści oddali w odpowiedzi trzy strzały, ale ich działa szybko zostały unieszkodliwione brytyjskim ogniem.
Lüdecke nadał sygnał „posyłam parlamentariusza” i wysłał Canarisa w pinasie, co jednak nie przeszkodziło „Glasgowowi” w kontynuowaniu ostrzeliwania bezbronnego przeciwnika. Próbując powstrzymać ostrzał, Lüdecke wywiesił białą flagę, co wreszcie skłoniło dowódcę „Glasgowa” do przerwania ognia. Canaris wszedł na pokład brytyjskiego krążownika i został przyjęty przez komandora Johna Luce’a. Gość ostro zaprotestował przeciw naruszeniu neutralności Chile, ale Luce zasłonił się otrzymanymi rozkazami i zażądał bezwarunkowej kapitulacji. Canaris wyjaśnił, że „Dresden” został wcześniej internowany przez Chilijczyków, po czym wrócił na swój okręt, który był już przygotowywany do samozatopienia.
O 10.45 zdetonowane zostały materiały wybuchowe w części dziobowej, co spowodowało eksplozję dziobowych magazynów amunicji. Przód okrętu został poważnie uszkodzony, a w ciągu pół godziny do wnętrza wdarło się wystarczająco dużo wody, by spowodować zatonięcie. Gdy wrak opadł na dno, dziobowa część oderwała się od reszty okrętu, który przewrócił się na prawą burtę. Dopiero kiedy kadłub „Dresdena” zniknął pod wodą, nastąpiła eksplozja materiałów wybuchowych podłożonych w maszynowni. 

## Pokłosie

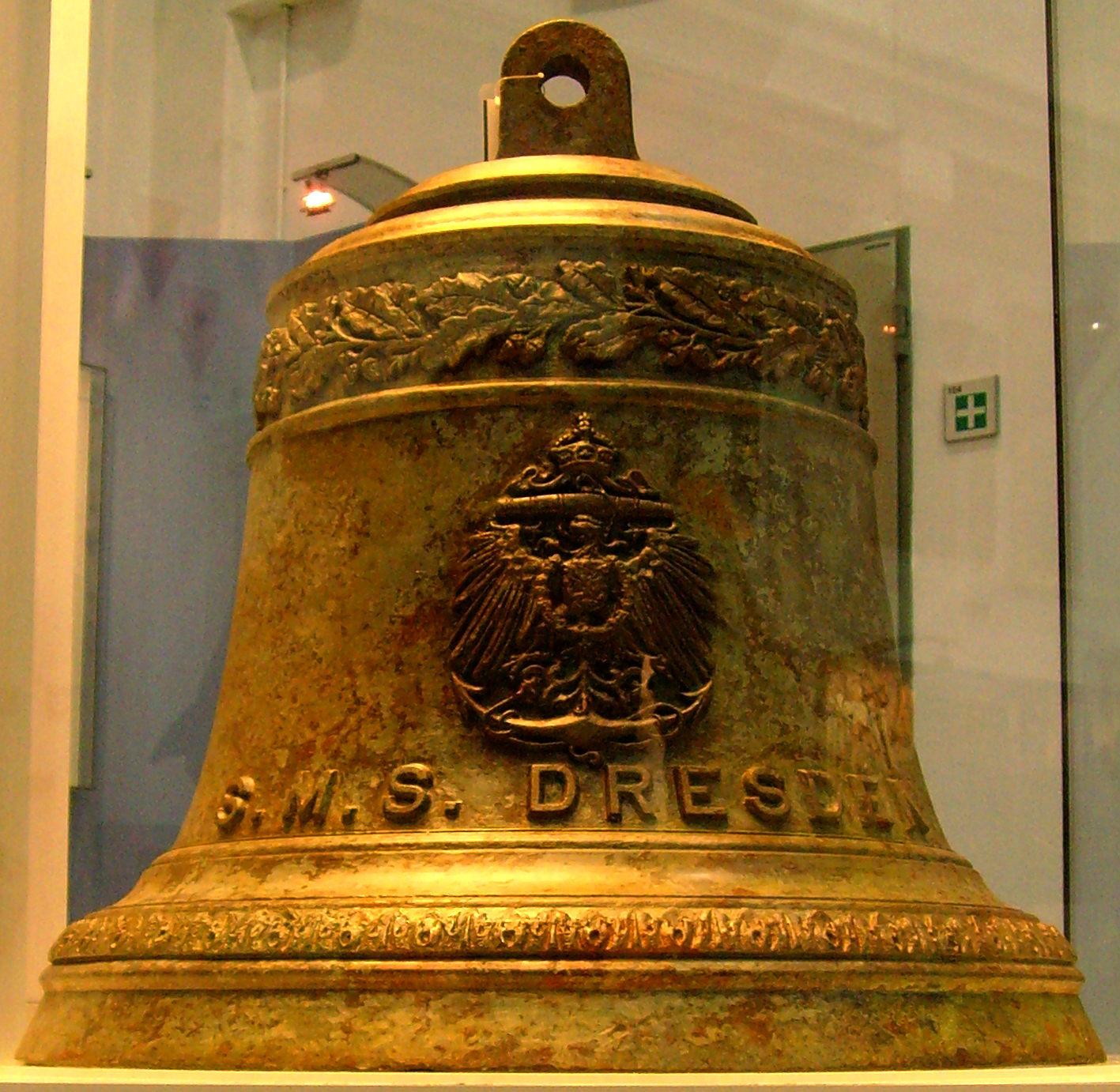
Dzwon „Dresdena” wydobyty z dna

Większość załogi okrętu uratowała się. W wyniku brytyjskiego ostrzału zginęło tylko ośmiu ludzi, a dwudziestu dziewięciu zostało rannych. Brytyjski krążownik pomocniczy „Orama” zabrał piętnastu ciężej rannych do Valparaiso, ale czterech z nich zmarło. Zniszczenie okrętu wywołało szok u Lüdeckego, wobec czego Canaris wziął na siebie odpowiedzialność za los załogi. Niemcy przebywali na wyspie pięć dni, dopóki dwa okręty chilijskie nie przyprowadziły niemieckiego statku pasażerskiego, który zabrał ich na wyspę Quiriquina, gdzie mieli, jako internowani, doczekać końca wojny. Canaris zbiegł z obozu 5 sierpnia 1915 roku, a do Niemiec dotarł po dwóch miesiącach. Niewielka grupka internowanych uciekła 31 marca 1917 roku na chilijskim barku „Tinto”, a ich podróż do Niemiec trwała 120 dni. Reszta załogi wróciła do domów w roku 1920.
Wrak spoczywa na głębokości 70 m. Pierwszych jego badań dokonał w roku 2002 zespół pod kierunkiem Jamesa Delgado, zaś dokumentację sporządziła National Underwater and Marine Agency. Członkiem zespołu był archeolog dr Willi Kramer, pierwszy Niemiec, który odwiedził „Dresdena” od czasu gdy ten zatonął 88 lat wcześniej. „Dresden” leży na prawej burcie, skierowany na zachód, ku plaży i głównej ulicy osady San Juan Bautista (patrz: koordynaty/mapa). Wrak jest mocno zniszczony; większość nadbudowy, w tym stanowisko dowodzenia, maszty, kominy i działa zostały oderwane od kadłuba. Dziób oderwał się na skutek eksplozji ładunków założonych przez załogę i sterczy pionowo na dnie. Rufa jest również mocno zniszczona; główny pokład został zerwany podmuchem, a w burcie widnieją liczne otwory po pociskach. Niektóre zniszczenia rufy wydają się być rezultatem nieudokumentowanych penetracji wraku przed badaniami Delgado. Według niemieckich danych „Dresden” mógł przewozić partię złotych monet z bazy Eskadry Wschodnioazjatyckiej w Qingdao; Delgado przypuszcza, że te „dzikie przeszukania” miały na celu wydobycie złota.
W roku 1965 wydobyto z wraku kompas i kilka flag, które wróciły do Niemiec i znajdują się w Akademii Marynarki Wojennej we Flensburgu. W 2006 roku chilijscy i niemieccy nurkowie znaleźli dzwon okrętowy „Dresdena”; obecnie on również znajduje się w Niemczech, a jego kopia na Wyspie Robinsona.

## Upamiętnienie
Tradycja nazwy okrętu była kontynuowana w Kaiserliche Marine – w 1918 roku nazwę „Dresden” nadano kolejnemu lekkiemu krążownikowi cesarskiej Marynarki Wojennej, należącemu do typu Cöln. W paśmie kanadyjskich gór Coast Mountains znajduje się grupa szczytów, których nazwy pochodzą od nazw okrętów biorących udział w bitwie pod Coronelem – nazwa jednego z nich, Mount Dresden, upamiętnia SMS „Dresden”.
Powieść Cecila S. Forestera Brown on Resolution, jak i dwa oparte na niej filmy, były inspirowane ucieczką i zniszczeniem niemieckiego krążownika lekkiego SMS „Dresden”.

## Dowódcy
- komandor podporucznik, hrabia von Posadowsky-Wehner: listopad 1908
- komandor porucznik Fleck: listopad 1908 – styczeń 1909
- komandor podporucznik hrabia von Posadowsky-Wehner: styczeń 1909 – marzec 1909
- komandor Engles: kwiecień 1909 – lipiec 1909
- komandor porucznik Fleck: lipiec 1909 – wrzesień 1909
- komandor Varrentrapp: wrzesień 1909 – wrzesień 1911
- komandor Köthner: wrzesień 1911 – wrzesień 1912
- komandor Rutzmann: wrzesień 1912
- komandor porucznik Lüdecke: wrzesień 1912 – grudzień 1913
- komandor Köhler: grudzień 1913 – lipiec 1914
- komandor Lüdecke: lipiec 1914 do końca służby[84]